# El destino de la señora Yuki
El destino de la señora Yuki (雪夫人絵図 Yuki fujin ezu?) es una película dramática japonesa de 1950 dirigida por Kenji Mizoguchi y protagonizada por Michiyo Kogure. Está basada en una novela de Funabashi Seiichi.

## Sinopsis
Hamako (Yoshiko Kuga) entra al servicio de la señora Yuki (Michiyo Kogure), descendiente de la otrora poderosa familia Shinano, a quien admira. Pero pronto descubre que Yuki es en realidad una mujer débil, que no tiene el coraje de abandonar a su marido abusivo, Naoyuki (Eijirō Yanagi), para vivir con el hombre que ama, un músico de koto llamado Masaya (Ken Uehara). 
En un intento de ganar autonomía, Yuki abre una posada en su residencia, pero Naoyuki nombra a su amante Ayako (Yuriko Hamada) como la cabeza del negocio, solo para descubrir más tarde que él mismo ha sido comprado por Ayako y su abogado Tateoka. Yuki, embarazada de su esposo pero sospechosa de adulterio a través de un plan urdido por Tateoka, se suicida ahogandose en el lago.

## Reparto
- Michiyo Kogure como Yuki Shinano
- Yoshiko Kuga como Hamako Abe
- Ken Uehara como Masaya Kikunaka
- Eijirō Yanagi como Naoyuki Shinano
- Sō Yamamura como Tateoka
- Yuriko Hamada como Ayako
- Kumeko Urabe como ama de casa
- Haruya Kato como Seitaro